# Аскарова, Шынар Мукановна
Шынар Мукановна Аскарова (род. 12 октября 1972, Семипалатинская область, Казахская ССР) — казахская актриса кино и театра, телеведущая. Заслуженный деятель Казахстана (2017). Лауреат премии Союза Молодежи Казахстана (1994).

## Биография
- Шынар Аскарова родилась в районе Аксуат, Семипалатинская область, Казахская ССР
- В 1989—1993 гг. училась в факультете «театра и кино» Театрально — художественного института имени Т. Жургенова.
- С 1993 г. актриса Казахский государственный академический театр драмы имени М. О. Ауэзова

## Основные роли на сцене
- Роли на сцене: Адельма в «Принцессе Турандот» К. Гоции, Карагоз в «Карагозе» М. Ауэзова, Бакей в «Лихой године», Ажар, Айгерим в «Абае», Загыш в спектакле «Прощай любовь» М. Макатаева, Мария Антоновна в «Ревизоре» Гоголя, Клодина в «Жорж Данден или одураченный муж», Багила в спектакле «Жан қимак» К. Искака, Урия в спектакле «Сокращение штата» А.Сулейменова, Любава в «Седьмой палате», жена в «Чингис хане» И. Гайыпа, Тогжан в спектакле «Абай десем» Б. Римовой, Сания в сп. «Жуастан-жуан» Покровского, Улболсын в «Влюбленных» И. Есенберлина, Лейла в комедии «Сабатаж — ж» Б. Майлина и К. Искак, Айман в комедии «Веселая жизнь» А. Акпанбета, Амага в «Томирисе» Шахимардена, Кунекей в «Поэме о любви» Г. Мусрепова, Кунекей в «Любовной тоске» Ж. Аймауытова, невестка в спектакле «Кара кемпир» А.Амзеулы, сноха в драме «Давайте жить не нанося боль друг другу» Б. Жакиева, Елена Владимировна в комедии «Продайте вашего мужа» («Хочу вашего мужа») М. Задорнова, женщина в «Прощании со старым домом» Т. Нурмаганбетова, Нурила в сп. «Бакей кыз» Т. Мамесеита, Бати в «Ангеле с дьявольским лицом» Р. Мукановой, Шолпан в «Казахах» Шахимардена и К. Искак, невестка в «Светлой любви» С. Муканова, Повитуха в «Лавине» Т. Жуженоглу, Телли в мюзикле «Аршин мал алан» У. Гаджибекова, Калиса в «Светлой любви» С. Муканова, Жибекше в спектакле «Свидетельство на преступление» А. Рахимова, Калампыр в «Одержимом» Д. Исабекова, старшая жена в спектакле «Есть ли яд не испитый мной?» И. Гайыпа, Мать в сп. «Султан Бейбарыс» Р. Отарбаева и др.

## Кинороли
- нареченная в «Киян» (реж. С. Апырымов), Кыжымкуль в «Невзгодах», Анар в «Тоске» (реж. У. Колдауов), Кулан в «Дяденьке», Раушан в «Шерниязе», Мать в «Уашре», Соседка в фильме «Қыз жылаған» (реж. С. Нарымбетов), жена в «Казахском происшествии» (реж. Д. манабаев), мать в «Любви Жоша» (реж. Д. Саламат), Мать в «Секер» (реж. С. Курманбаев), невестка в «Биржан сал» (реж. Д. Жолжаксынов), Алия в «Сверстниках» (реж. М. Кунарова).

## Награды
- 1994 — Лауреат премии Союза Молодежи Казахстана
- 1995 — лауреат премии Президентской стипендии в области культуры и искусств РК
- 2008 — Почетным знаком Министерства культуры Республики Казахстан «Деятель культуры Казахстана»
- 2010 — Лауреат Премии Фонда Первого Президента Республики Казахстан (Премия за исполнение главных ролей в мюзикле У.Гаджибекова «Аршин мал алан»)
- 2016 — Медаль «25 лет независимости Республики Казахстан»
- 2017 — Присвоено почетное звание "Заслуженный деятель Казахстана[1]

## Достижения
- 1996 — «лучший женский образ» в фестивале «Театральная весна»
- 2002 — Гран при в Республиканском театральном фестивале (Петропавлск)
- 2009 — «лучший женский образ второго плана» в фестивале «Театральная весна»
- 2009 — премия «Енликгул» Союза театральных деятелей Республики Казахстан